# Ara Haroutjounjan

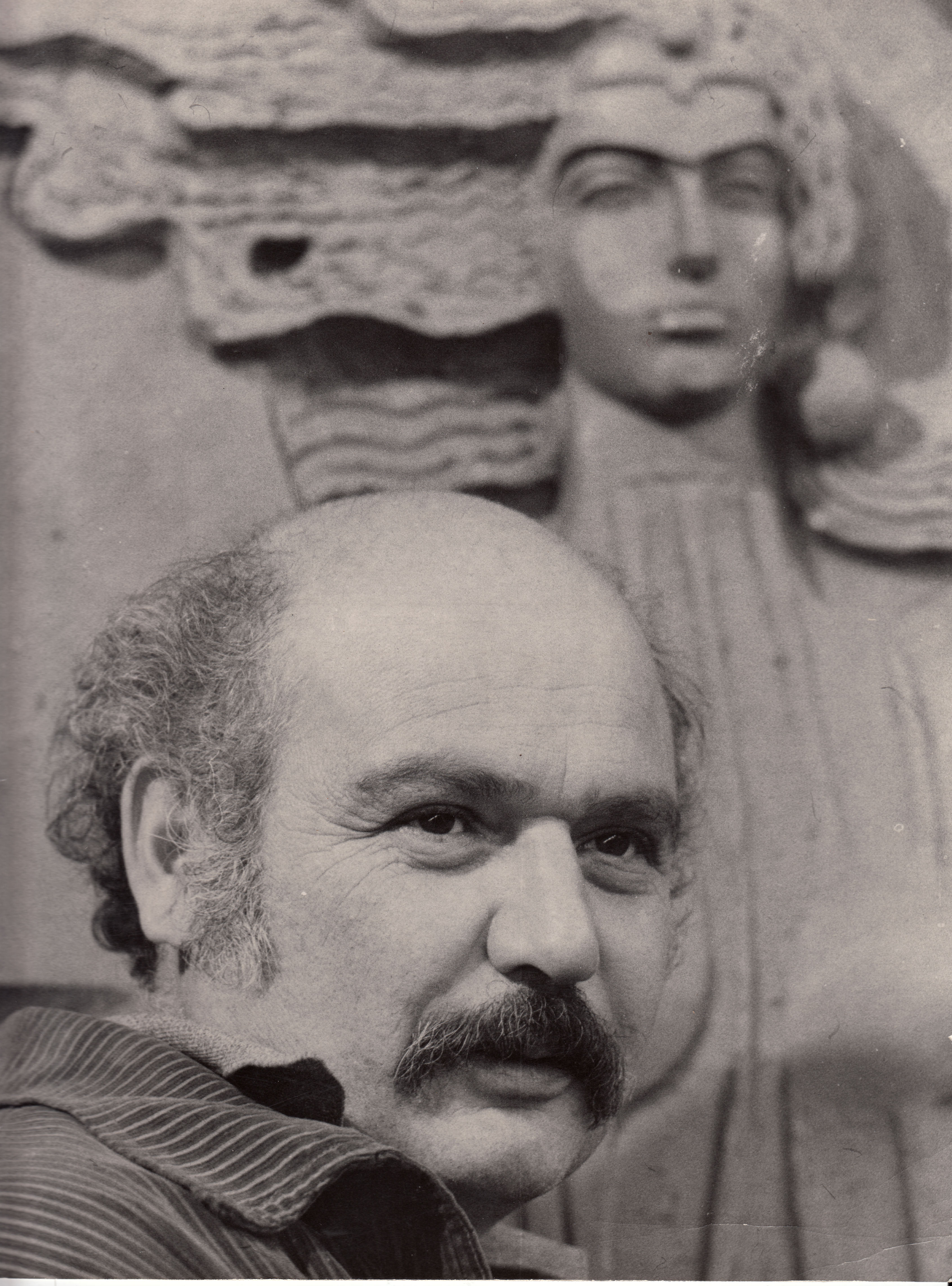
Ara Haroutjounjan

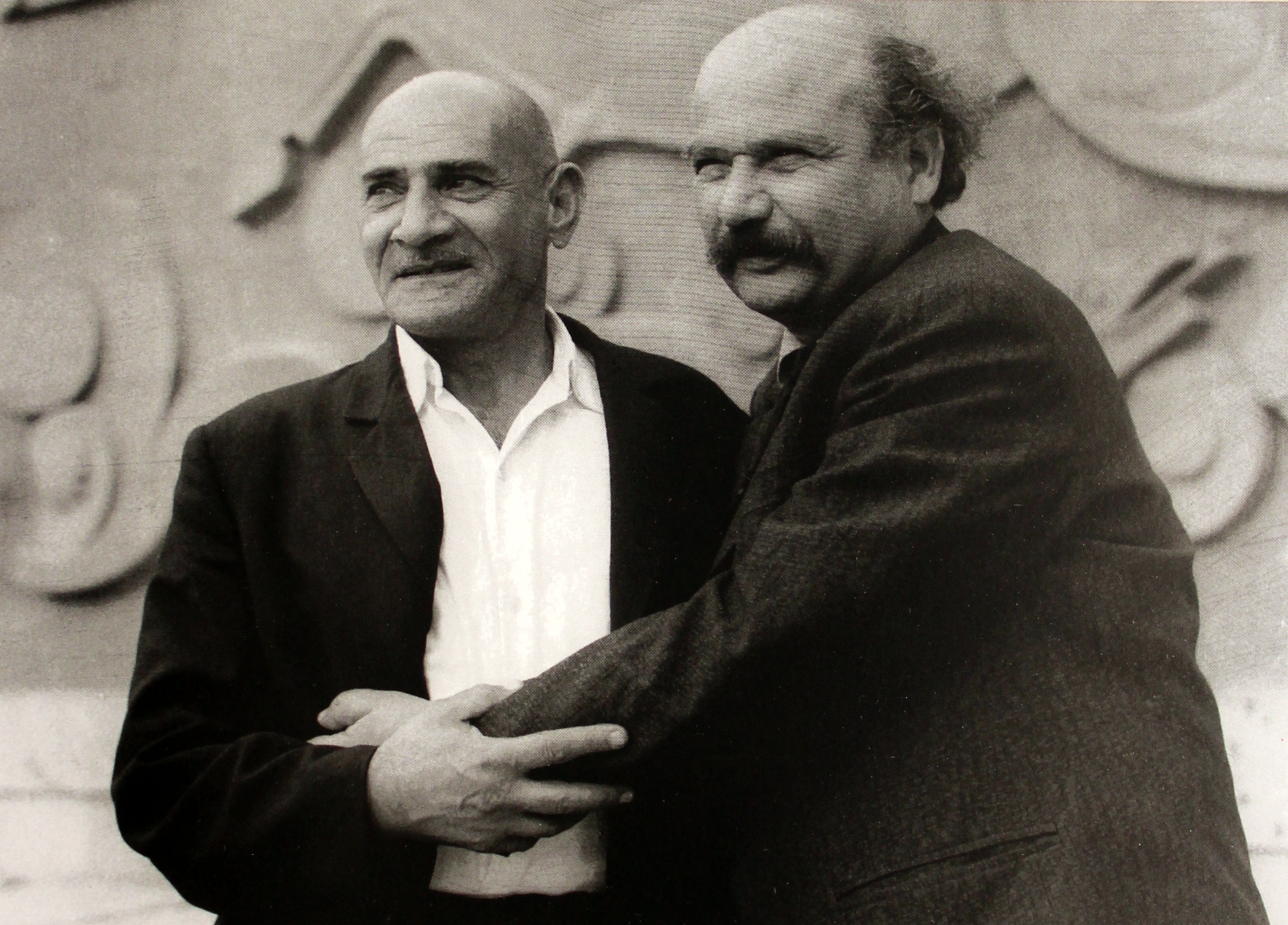
Rafajel Israjeljan und Ara Haroutjounjan (rechts)

Ara Haroutjounjan (armenisch Արա Հարությունյան, russisch Ара Арутюнян; * 28. März 1928 in Jerewan; † 28. Februar 1999 ebenda) war ein armenisch-sowjetischer Bildhauer.

## Leben
Haroutjounjan war der Sohn eines Kontrabassisten und Choristen des Staatlichen Operntheaters in Jerewan. In seiner Jugend interessierte er sich für Malerei und insbesondere für die Werke Michail Alexandrowitsch Wrubels. Zur Bildhauerei kam er spielerisch. Nach siebenjährigem Schulbesuch begann er das Studium an der Malerei-Fakultät der Kunsthochschule, um nach zwei Jahren zur Bildhauerei-Fakultät zu wechseln. 1948 wurden zwei seiner Arbeiten in einer Ausstellung im Foyer des Jerewaner Spendiarjan-Theaters vorgestellt. Dann studierte er am Jerewaner Staatlichen Kunst-Theater-Institut, das er 1954 mit Auszeichnung verließ. Seine Diplomarbeit war eine Komitas-Bronzestatue, die später auf Komitas Grab aufgestellt wurde.
Frühe Arbeiten Haroutjounjans waren Porträts eines Alten und eines Mädchens (1957), ein Belinski-Denkmal (1959) vor der Jerewaner Belinski-Schule, eine Stele für die Helden der Befreiung Sangesurs (1960) und Grabsteine für den Künstler J. Tatewosjan (1961) und den Arzt S. Sogomonjan (1962). Die Löwin (1957) am Tor des Klosters Geghard wurde das Markenzeichen des armenischen Cognacs Great Valley. Den Obelisken für die bei der Befreiung Sewastopols Gefallenen der 89. Armenischen Taman-Schützendivision (1961) in Sewastopol schuf er zusammen mit dem Architekten D. Torossjan.
Eines der bekanntesten Werke Haroutjounjans ist der Sayat-Nova-Brunnen mit dem Kopf eines Aşıks (1963) in Jerewan. Zusammen mit Israjeljan schuf Haroutjounjan die Stele der Opfer des Völkermords an den Armeniern (1965) an der Gajagortsneri-Straße in Jerewan. Im Jerewaner Siegespark wurde 1967 auf dem Sockel des 1950 von Israjeljan erstellten Stalindenkmals, von dem Sergei Merkurows Stalinstatue 1962 entfernt worden war, Haroutjounjans Mutter Armenien aufgestellt. In der von Israjeljan 1968 angelegten Denkmalanlage für die Schlacht von Sardarapat bei Armawir wurden die Skulpturen von Haroutjounjan, Arscham Schahinjan und Sambel Manasjan geschaffen. 1972 entstand das Sundukjan-Denkmal am Sundukjan-Theater in Jerewan. Zusammen mit Israjeljan gestaltete Haroutjounjan 1976 das Musa-Dağı-Denkmal in Musaler bei Armawir. 1988 schuf  Haroutjounjan das Komitas-Denkmal im Park des Staatlichen Konservatoriums Jerewan.
Haroutjounjan war Korrespondierendes Mitglied der Akademie der Künste der UdSSR und Professor.

## Ehrungen
- Orden der Völkerfreundschaft
- Ehrenzeichen der Sowjetunion
- Jubiläumsmedaille „Zum Gedenken an den 100. Geburtstag von Wladimir Iljitsch Lenin“
- Volkskünstler der Armenischen SSR
- Verdienter Künstler der Armenischen SSR

## Werke

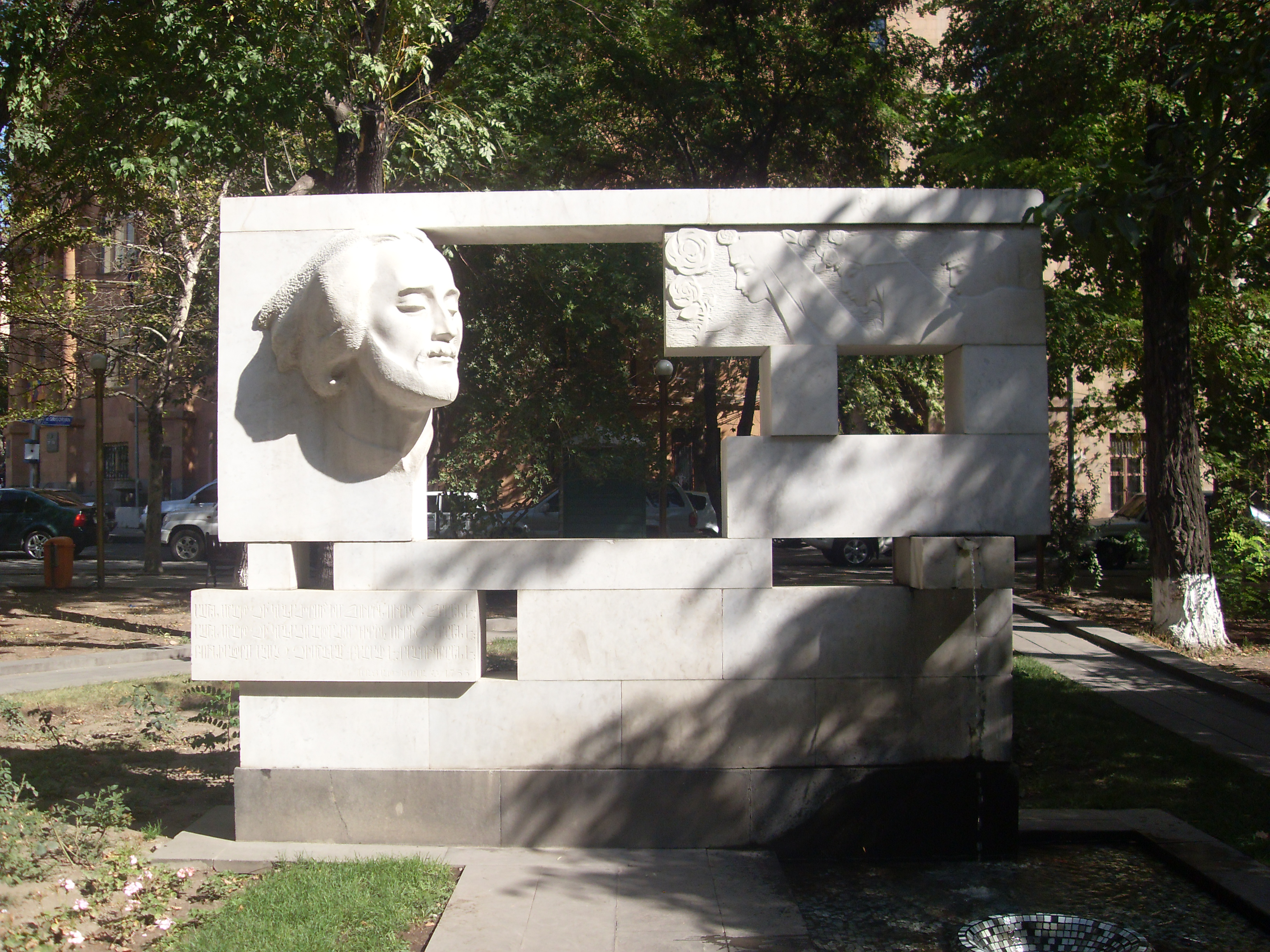
Sayat-Nova-Brunnen, Jerewan
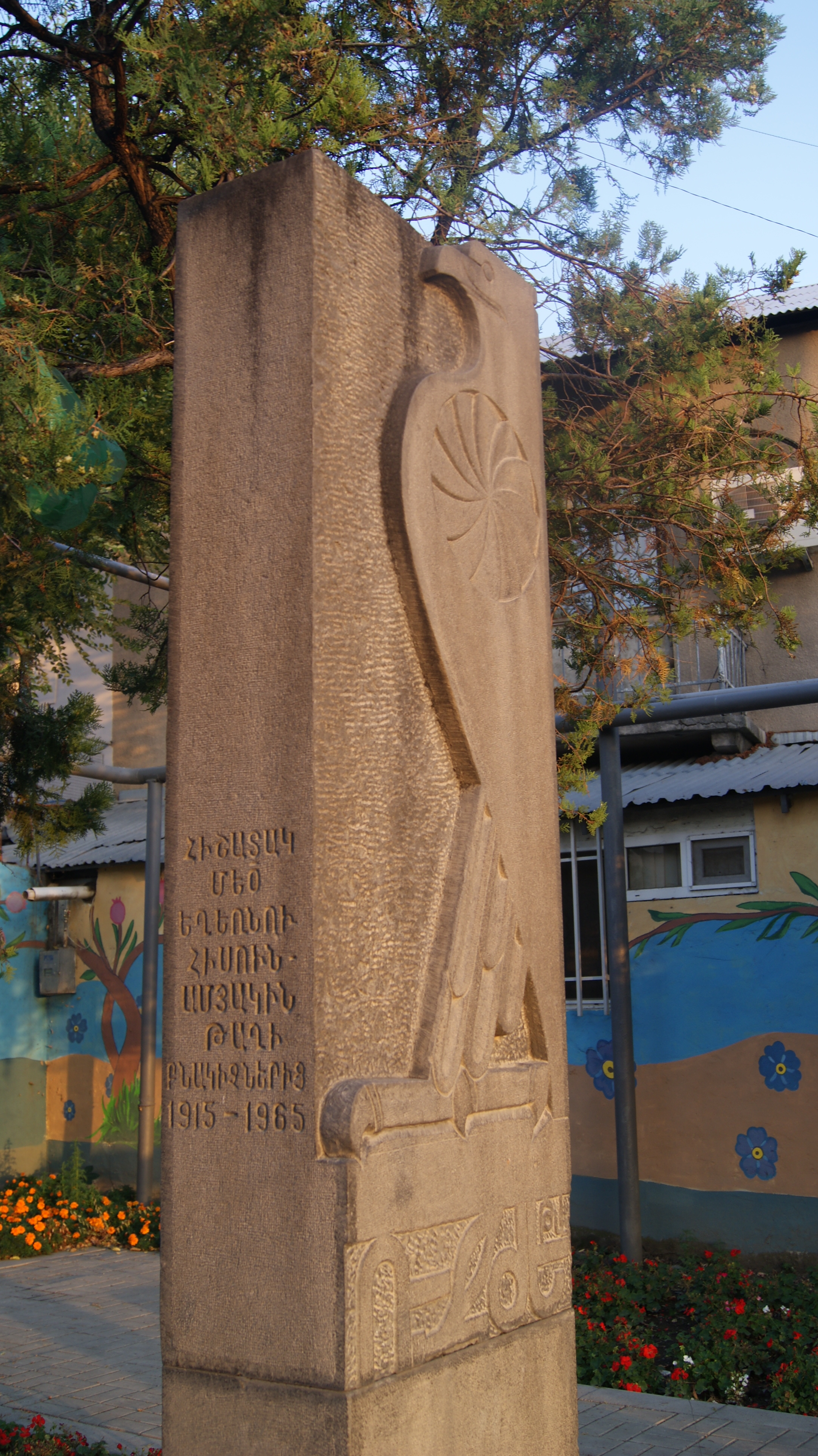
Stele der Opfer des Völkermords an den Armeniern, Gajagortsneri-Straße, Jerewan
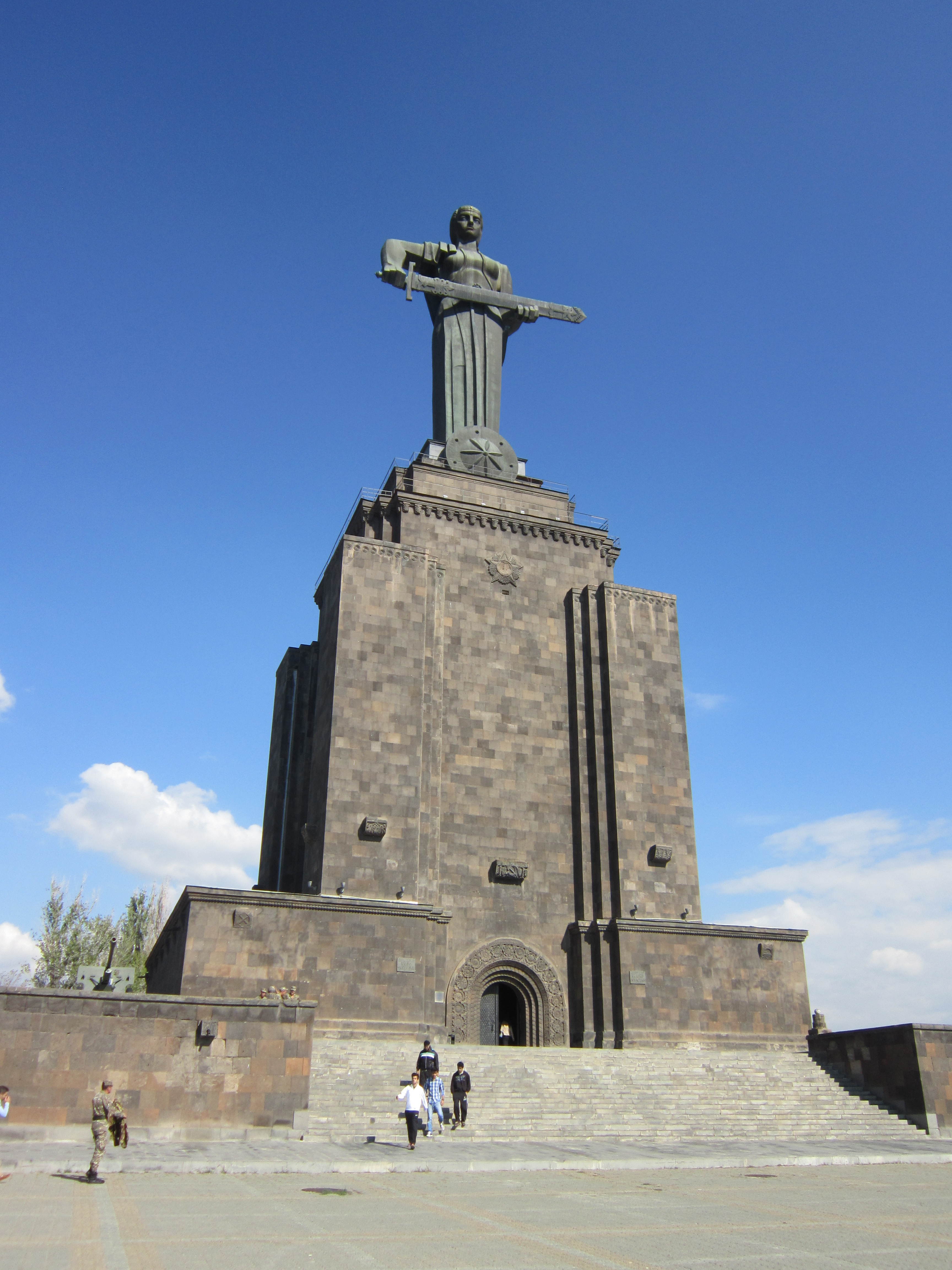
Mutter Armenien, Jerewan
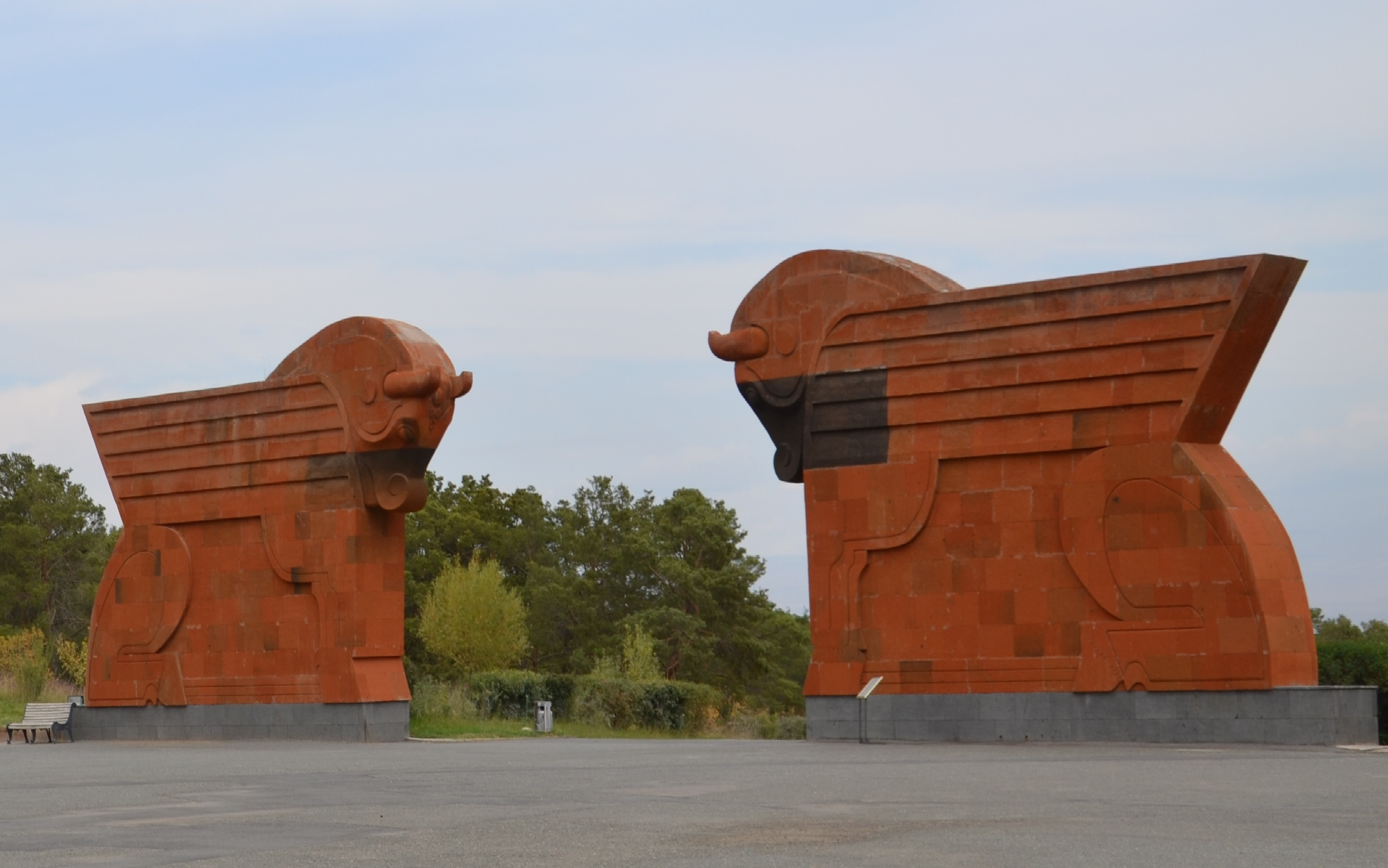
Sardarapat-Denkmalanlage bei Armawir
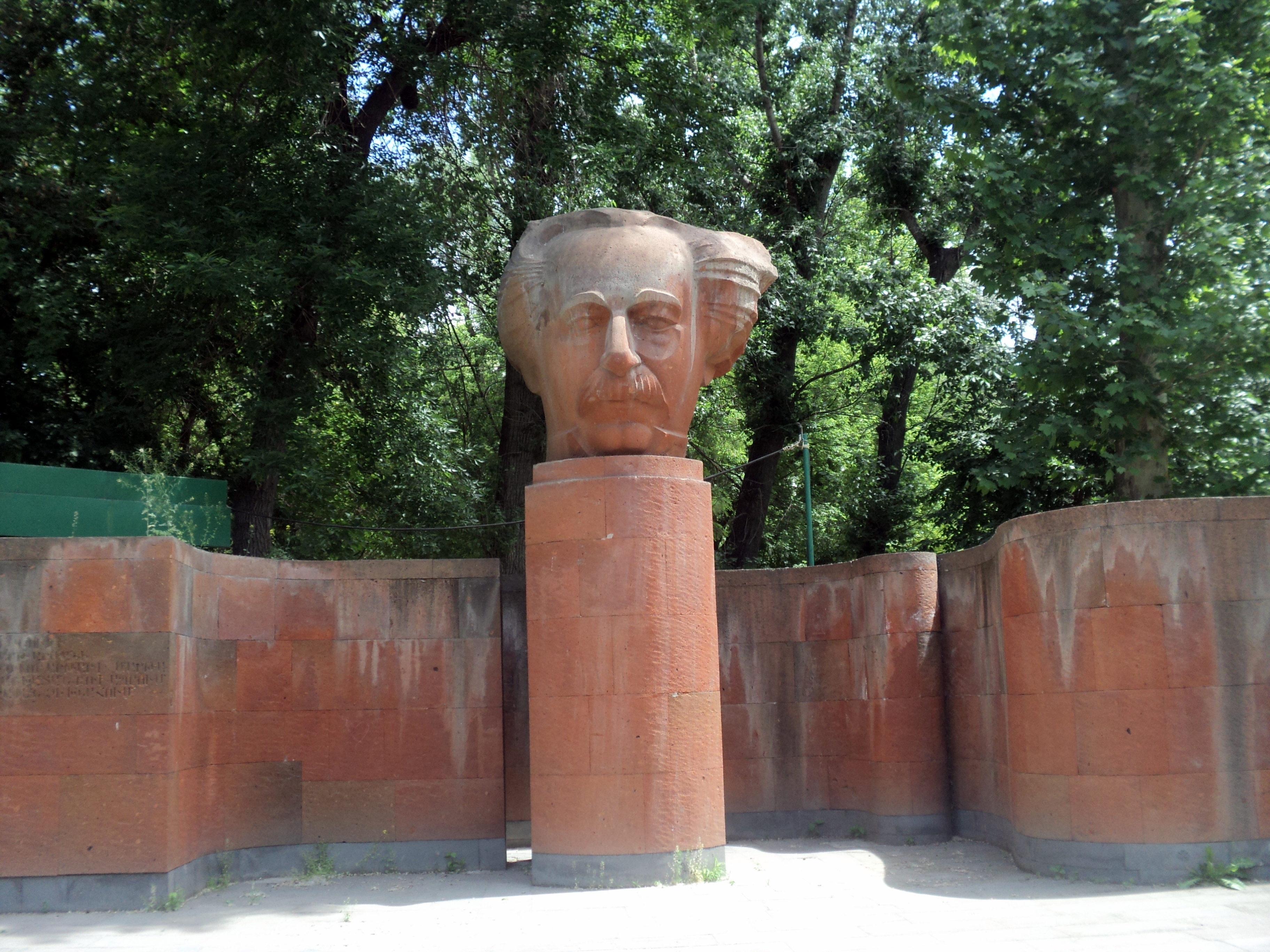
Sundukjan-Denkmal, Sundukjan-Theater, Jerewan
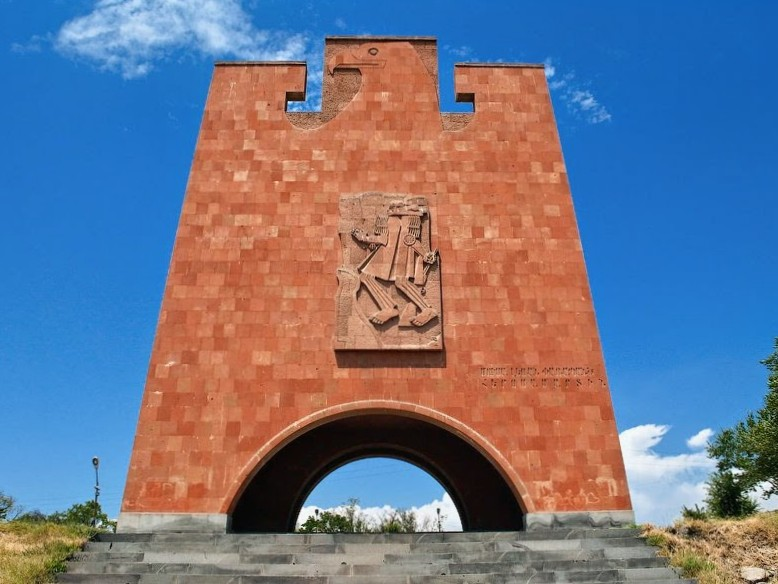
Musa-Dağı-Denkmal, Musaler bei Armawir
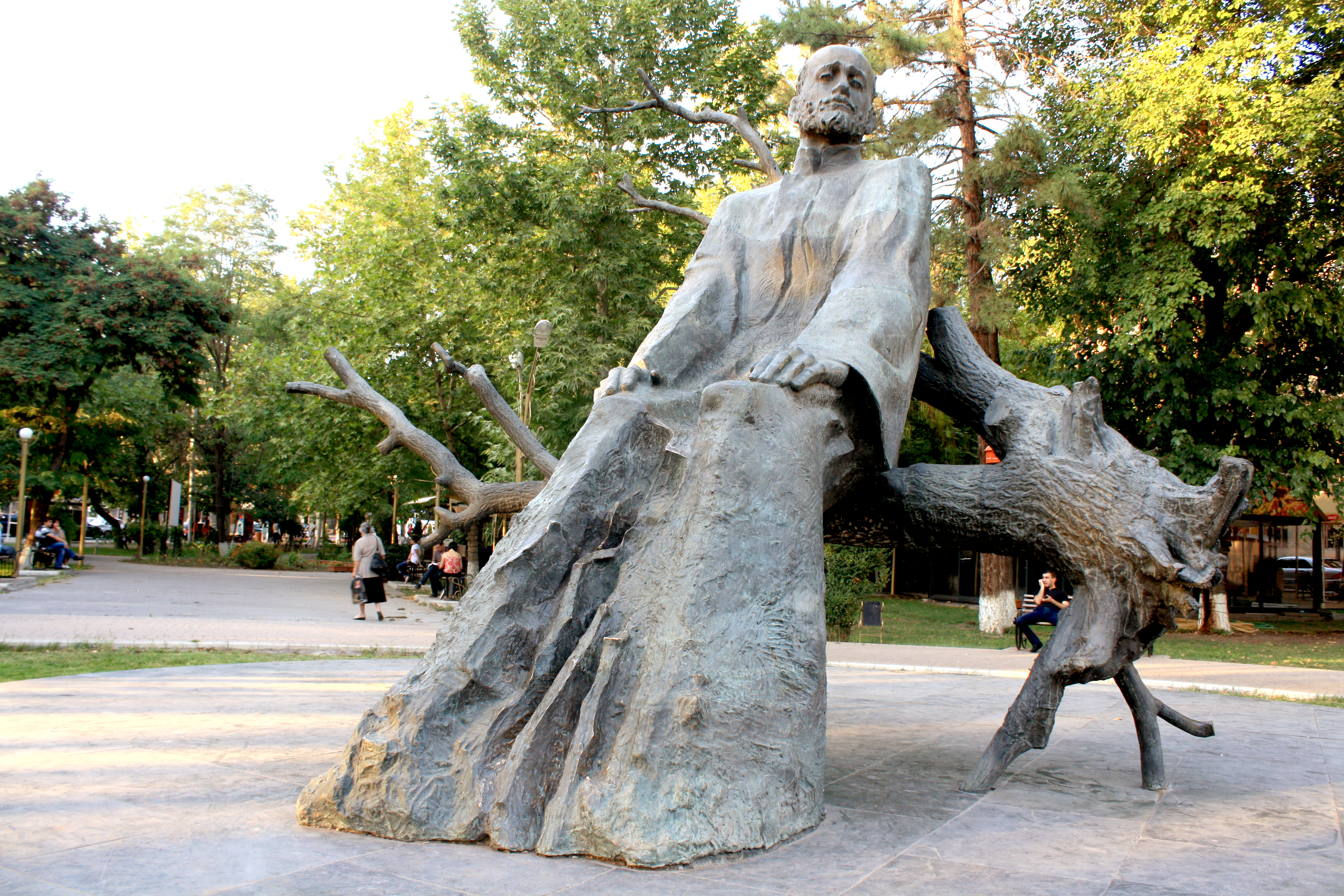
Komitas-Denkmal, Park des Staatlichen Konservatoriums Jerewan